# Amphelictus curoei
Amphelictus curoei là một loài bọ cánh cứng trong họ Cerambycidae.